# Escudo de Río de Janeiro
El escudo de armas de la ciudad de Río de Janeiro tiene las características del escudo portugués, en campo de azur, color simbólico de la lealtad, una esfera armilar manuelina combinada con tres flechas que representan a San Sebastián, patrono de la ciudad, todo en oro, teniendo en el centro el gorro frigio, símbolo del régimen republicano.
Como recordatorio de la misma como capital, tenemos una corona mural de cinco torres de oro coronando el escudo. Como soportes, dos delfines del estuario, uno a la derecha y otro a la izquierda, simbolizando la ciudad marítima. A la derecha, un ramo de laurel y a la izquierda, un ramo de roble, representando, respectivamente, la victoria y la fuerza.

## Significado heráldico
Tiene como características el escudo portugués en campo azul, color simbólico de la lealtad, la esfera armilar del rey Manuel I de Portugal combinada con las tres flechas del suplicio de San Sebastián, santo patrón de la ciudad, todo en oro, con un birrete frigio en el centro, símbolo republicano.
Como recuerdo de la capitalidad de la ciudad aparece una corona mural de cinco torres de oro encima del escudo. Como soportes, dos delfines uno a la derecha y otro a la izquierda, simbolizando la ciudad marítima. A la derecha, una rama de laurel, y a la izquierda una rama de roble, representando respectivamente la victoria y la fuerza.

## Escudos anteriores
La ciudad de Río de Janeiro tiene, desde su fundación en 1565, nueve blasones, o más bien, un blasón original, reformado ocho veces. El primero, usado desde 1565 hasta 1826, era una versión extremamente simplificada del actual, con el campo en rojo (gules) en lugar del azul actual (azur).
En heráldica, una de las convenciones adoptadas es mantener las referencias, aunque sean indirectas a los símbolos de datos originales o a un lugar determinado. Cuando el blasón sufre reformas, el símbolo original se mantiene de alguna forma, siendo esta la razón de que el escudo actual aún conserva muchas referencias al primero utilizado.
La segunda versión del blasón estuvo en vigencia de 1826 a 1856; la tercera, de 1856 a 1889; la cuarta, de 1889 a 1893; la quinta, de 1893 a 1896; la sexta, de 1896 a 1957; la séptima, de 1957 a 1963; la octava, de 1963 a 2000; y finalmente, la novena, desde 2000 hasta la actualidad.

Primer escudo de la ciudad de Río de Janeiro (1565-1826).
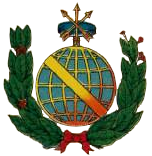
Segunda versión (1826-1856).
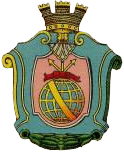
Tercera versión (1856-1889).
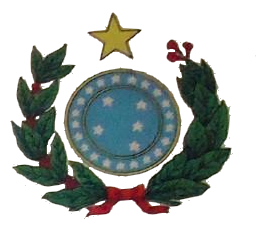
Cuarta versión (1889-1893).
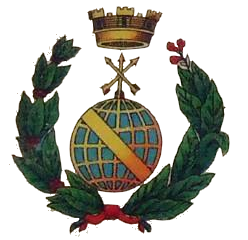
Quinta versión (1893-1896).
Sexta versión (1896-1957).
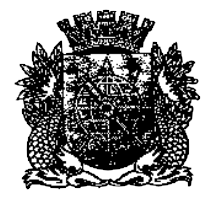
Séptima versión (1957-1963).
Octava versión (1963-2000).